# Idris khandalus
Idris khandalus är en stekelart som beskrevs av Durgadas Mukerjee 1978. Idris khandalus ingår i släktet Idris och familjen Scelionidae. Inga underarter finns listade i Catalogue of Life.